# Marcel Storr
Marcel Storr (* 3. Juli 1911 in Paris; † 18. November 1976 ebenda) war ein französischer Künstler, dessen Werk der Art brut zugerechnet wird.

## Leben
Marcel Storr wuchs unter schwierigen Bedingungen auf. Nach mehreren Heimaufenthalten, bei denen er Misshandlungen erlitt, vertraute man ihn schließlich Ordensschwestern im Elsass zur Erziehung an.
Als Erwachsener übte er verschiedene Berufe aus, bevor er 1964 heiratete und von der Stadt Paris als Straßenkehrer im Bois de Boulogne angestellt wurde.
Während er allmählich immer mehr ertaubte, litt Storr zugleich an psychischen Problemen, von denen im Detail nicht viel bekannt ist. Seit 1974 war er im Hôpital de Ville-Évrard untergebracht, das er nur noch für kurze Zeiten als externer Patient verließ.
Marcel Storr starb im Hôpital Tenon an Krebs.

## Werk
Es scheint, als habe Storr sein künstlerisches Werk recht früh begonnen.
Die erste Periode seines Schaffens erstreckt sich vom Anfang der 1930er bis zum Anfang der 1960er Jahre. Es überwiegen kleinformatige Darstellungen von Kirchen, so naiv wie realistisch und mit großer Sorgfalt im Bezug auf architektonische und dekorative Details.
Die zweite Periode reicht von 1964 bis 1969 und ist reich an großformatigen Darstellungen palast- oder kathedralenartiger Gebäude, die von den großen Kirchen in Paris wie auch vom Moskauer Kreml, der Hagia Sophia und der österreichischen Barockarchitektur beeinflusst scheinen. Diese nicht mehr realistischen, sondern gänzlich imaginären, ins Erhabene bis Monströse übersteigerten Architekturvisionen wurden erst mit Bleistift vorgezeichnet, dann mit Tinte nachgearbeitet und schließlich koloriert.
Die letzte Periode, die von 1969 bis 1975 dauert, führt auf Blättern etwa im Format Raisin (also ca. 50 × 65 cm) die Expansion seiner gigantomanischen Architekturvisionen fort. Stilistisch fällt hier eine Ähnlichkeit zu neugotischen Wolkenkratzern auf wie auch zu den Gebäuden eines Ferdinand Cheval.
Ende der 1960er Jahre nutzte Storrs Ehefrau, die Hausmeisterin in einer Grundschule war, einmal die Abwesenheit ihres Mannes, um ein Sammlerehepaar, Liliane und Bertrand Kempf, zu sich nach Hause einzuladen. Sie zeigte ihnen seine Bilder, die er unter der Decke des Küchentischs versteckt hielt. Seitdem verfolgte das Ehepaar Kempf mit großem Interesse Storrs Schaffen – auch wenn dieser es entschieden ablehnte, seine Bilder zu verkaufen –, und bewahrten den Großteil seines Œuvres. Es dauerte jedoch noch bis zum Jahre 2001, dass Werke Storrs zum ersten Male öffentlich gezeigt wurden, nämlich in der Ausstellung Aux Frontières de l'art brut 2 in Paris.